# Bréxent-Énocq
Bréxent-Énocq ist eine französische Gemeinde im Département Pas-de-Calais in der Region Hauts-de-France. Sie gehört zum Kanton Étaples im Arrondissement Montreuil.

## Lage
Die Gemeinde Bréxent-Énocq liegt im Artois, sieben Kilometer östlich der Küstenstadt Étaples. An der südlichen Gemeindegrenze verläuft der Fluss Canche, in den hier sein Zufluss Dordogne einmündet. Nachbargemeinden von Bréxent-Énocq, im Norden von Maresville, im Nordosten von Longvilliers und Recques-sur-Course, im Südosten von Attin, im Süden von Beutin sowie im Südwesten von La Calotterie und Saint-Josse im Westen von Tubersent.

## Bevölkerungsentwicklung
| Jahr                       | 1962 | 1968 | 1975 | 1982 | 1990 | 1999 | 2006 | 2015 | 2022 |
| -------------------------- | ---- | ---- | ---- | ---- | ---- | ---- | ---- | ---- | ---- |
| Einwohner                  | 354  | 347  | 340  | 419  | 554  | 577  | 614  | 687  | 639  |
| Quellen: Cassini und INSEE |      |      |      |      |      |      |      |      |      |

## Sehenswürdigkeiten

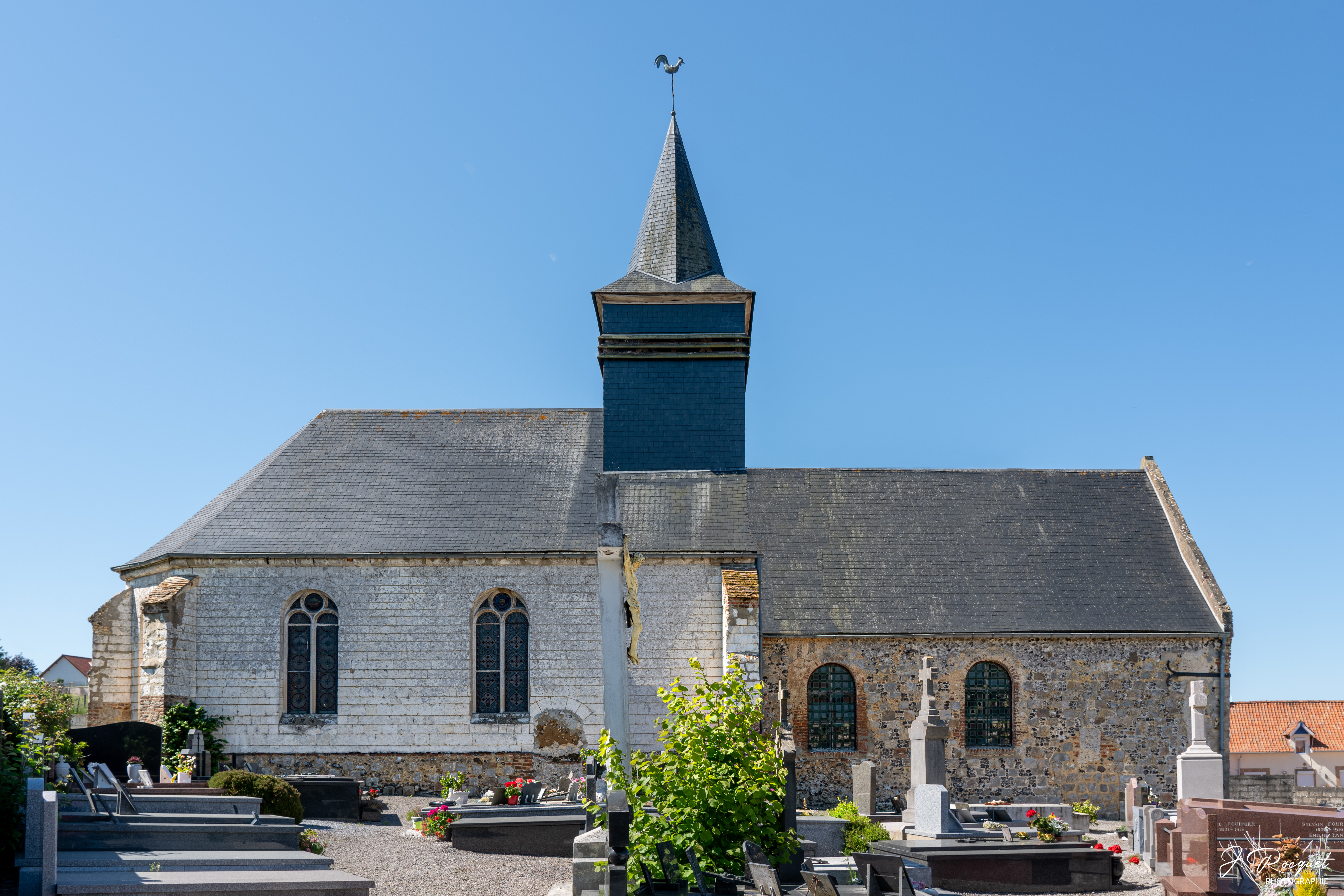
Kirche Saint-Brice
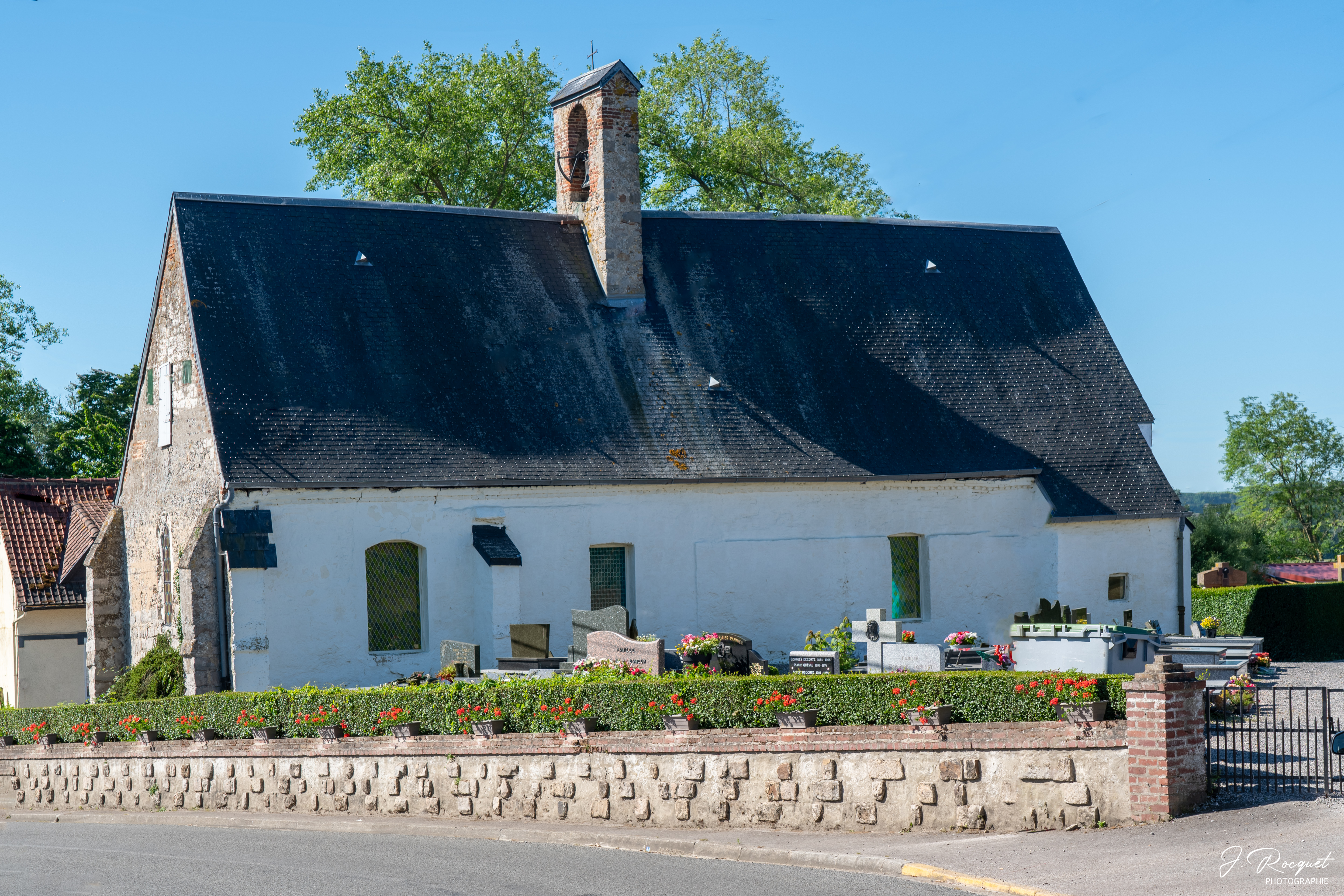
Kirche Saint-Roch
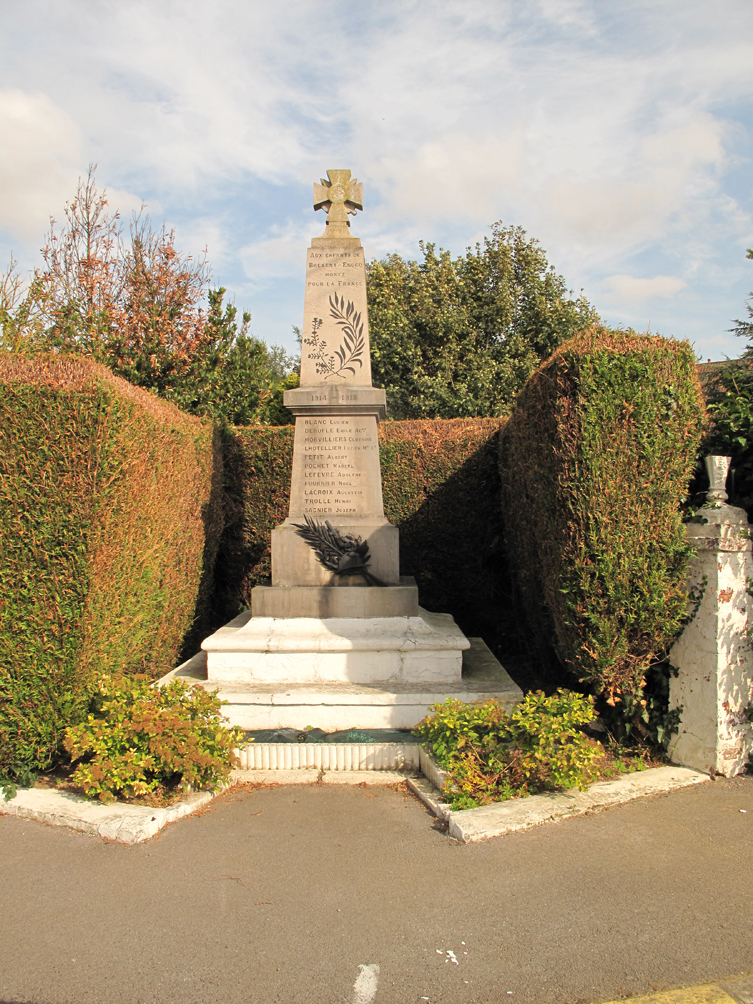
Gefallenendenkmal

- Kirche Notre-Dame d’Énocq

- Kirche Saint-Brice
- Kirche Saint-Roch
- Gefallenendenkmal